# Gia Lai
Gia Lai är en provins i centrala Vietnam. Provinsen består av stadsdistrikten Pleiku (huvudstaden) och An Khe samt tretton landsbygdsdistrikt: Ayun Pa, Chu Pah, Chu Prong, Chu Se, Dak Doa, Dak Po, Duc Co, Ia Grai, Ia Pa, KBang, Kong Chro, Krong Pa och Mang Yang.